# Двадцать франков «Работа и наука»
Двадцать франков «Работа и наука» — французская банкнота, выпущенная Банком Франции. Банкнота выпускалась Банком Франции с 7 декабря 1939 года до 16 декабря 1941 года. В 1942 году её заменила банкнота двадцать франков Рыбак.

## История
Первоначальный проект банкноты, подразумевал два основных направления человеческой деятельности: наука и труд. Позже появился второй вариант и в нём наука отошла на второй план. Банкнота выпускалась до декабря 1941 года и была заменена на банкноту Вишисткого правительства двадцать франков Рыбак. Было выпущено более 180 миллионов экземпляров банкноты. Банкнота перестала быть законным платежным средством с 1 января 1963 года.

## Описание
Авторами банкноты стали: Климент Серво и гравёр Пьер-Эрнест Делош.
Аверс: в правой части банкноты расположены два лица являющиеся аллегориями труда и науки, молодой рабочий с молотом и пожилой мужчина на фоне сложенных листов бумаги.
Реверс: в левой части банкноты, исследователь(доктор Франсуа Деба) в белом халате склоняется над микроскопом, за ним в открытом окне, по реке плывут баржи, над рекой расположен металлический мост. Деба возглавил ультра-современную лабораторию в городке Гарше(Garches).
Водяной знак представляет собой лицо француженки. Размеры банкноты 160 мм х 97 мм.